# Katowicka Brygada Obrony Terytorialnej
Katowicka Brygada Obrony Terytorialnej im. gen. Aleksandra Zawadzkiego – związek taktyczny obrony terytorialnej ludowego Wojska Polskiego.

## Formowanie i zmiany organizacyjne
Na podstawie zarządzenia szefa Sztabu Generalnego WP nr 069/ org. z 6 maja 1963 roku został sformowany Katowicki Pułk Obrony Terytorialnej kategorii A.
Na początku 1964 roku przeformowano Katowicki Pułk OT w Katowicką Brygadę OT. W marcu 1965 roku dla brygady sformowano 9 batalion obrony przed bronią masowego rażenia. W styczniu 1966 roku ze składu brygady wyłączono 9 bopBMR i przemianowano go na Kozielski batalion obrony przed Bronią Masowego Rażenia.
Minister obrony narodowej rozkazem Nr 18/MON z dnia 30 kwietnia 1967 roku nadał brygadzie imię generała Aleksandra Zawadzkiego „wybitnego działacza ruchu robotniczego i współorganizatora ludowego Wojska Polskiego”. Ceremonia nadania imienia patrona oraz wręczenia sztandaru ufundowanego przez społeczeństwo województwa katowickiego miała miejsce w dniu 9 maja 1967 roku w Gliwicach. Aktu wręczenia sztandaru dokonał przewodniczący Prezydium Powiatowej Rady Narodowej w Gliwicach mgr inż. Zbigniew Fahrenholz i przewodniczący Prezydium Miejskiej Rady Narodowej w Gliwicach mgr inż. Zenon Cieślak. W uroczystości, która zgromadziła około 50 tys. ludzi uczestniczyli: członek Biura Politycznego KC PZPR Edward Gierek, główny inspektor obrony terytorialnej generał dywizji Grzegorz Korczyński oraz wdowa po generale Zawadzkim, Stanisława Zawadzka, weterani powstań śląskich, ruchu oporu oraz byli żołnierze 1 i 2 Armii. Uroczystość zakończyła defilada pododdziałów brygady.
W marcu 1968 roku w Pniówku utworzono 10 batalion piechoty OT (JW 3319) i włączono w skład Katowickiej Brygady OT. W grudniu 1973 roku 7 batalion drogowo-mostowy OT został przeformowany w 7 batalion inżynieryjno-drogowy OT.
1 stycznia 1975 roku brygada etatowo liczyła 3890 żołnierzy, a jej stan ewidencyjny wynosił 893 żołnierzy.
W listopadzie 1976 roku rozformowano jeden batalion Katowickiej Brygady OT. W 1980 roku utworzono nowy batalion piechoty.
W lutym 1989 rozformowano pięć batalionów wchodzących w skład brygady. W sierpniu podjęto decyzję o likwidacji brygady, co zrealizowano do marca 1990 roku.

## Struktura organizacyjna w 1965 roku
- Dowództwo Katowickiej Brygady Obrony Terytorialnej w Makoszowach (JW 2904)
- 1 batalion piechoty Obrony Terytorialnej w Katowicach-Wełnowcu (JW 2018[2])
- 2 batalion piechoty Obrony Terytorialnej w Katowicach-Wełnowcu (JW 2036)
- 3 batalion piechoty Obrony Terytorialnej w Radzionkowie (JW 2061)
- 4 batalion piechoty Obrony Terytorialnej w Zabrzu (JW 2067)
- 5 batalion piechoty Obrony Terytorialnej w Sosnowcu-Milowicach (JW 2086)
- 6 batalion piechoty Obrony Terytorialnej w Makoszowach (JW 2091)
- 7 batalion drogowo-mostowy Obrony Terytorialnej w Gliwicach (JW 2099)[2]
- 8 batalion obrony przed bronią masowego rażenia Obrony Terytorialnej w Boryni (JW 2119)
- 9 batalion obrony przed bronią masowego rażenia Obrony Terytorialnej w Koźlu (JW 2141)
- 1 kompania łączności Obrony Terytorialnej w Makoszowach
- 2 kompania pożarnicza w Katowicach
- 3 kompania pożarnicza w Tychach